# Back to Black (film)
A Back to Black 2024-es életrajzi filmdráma, amely Amy Winehouse angol énekes-dalszerző életén alapul, akit a filmvásznon Marisa Abela alakít. A Sam Taylor-Johnson által rendezett és Matt Greenhalgh által írt filmben Jack O’Connell, Eddie Marsan és Lesley Manville is szerepel.
Winehouse 2011 júliusában bekövetkezett halála után több filmkészítő is megpróbálkozott életrajzi projektekkel, de egyik sem valósult meg. 2018-ban Winehouse örökösei bejelentették, hogy szerződést kötöttek egy, az életéről és karrierjéről szóló filmre. 2022 júliusára a StudioCanal belevágott a gyártásba, és a forgatás 2023 januárja és áprilisa között zajlott Londonban.
A filmet a StudioCanal 2024. április 11-én mutatta be a mozikban Ausztráliában, az Egyesült Királyságban pedig 2024. április 12-én. A Focus Features az Egyesült Államokban 2024. május 17-én kezdte meg a film forgalmazását. Általánosságban vegyes kritikákat kapott a kritikusoktól, és világszerte 51 millió dolláros bevételt ért el.

## Cselekmény
Amy Winehouse zsidó családban nőtt fel, édesapja, Mitch, és nagymamája, „Nan” Cynthia is osztozott a zene és az éneklés szeretetében. Amy barátja, Tyler átad menedzserének, Nicknek egy demókazettát Amy felvételéről, akit lenyűgöz a lány tehetsége. Ezután szerződést köt az Island Records-szal, és kiadja debütáló albumát Frank címmel.
Miután kritikai és kereskedelmi sikert arat, a lemezkiadója azt javasolja, hogy a Frank Egyesült Államokban való megjelenése előtt változtasson néhány dolgot a színpadi megjelenésén, amivel Amy határozottan nem ért egyet. Bejelenti, hogy szabadságra van szüksége, hogy „megélhesse a dalait”, majd egy Camden Town-i kocsmában találkozik Blake Fielder-Civillel, és egymásba szeretnek. Kapcsolatukat hamarosan megnehezíti Blake kokainfüggősége, valamint Amy alkoholizmusa és bulimiája. Miután megtapasztalja Amy ingerlékeny viselkedését, Blake bevallja, hogy szerinte jobb lenne, ha barátok lennének, és azt tervezi, hogy kibékül volt barátnőjével, Beckyvel, aminek következtében Amy összeroppan. Mielőtt New Yorkba utazik, megtudja, hogy nagymamájának halálos tüdőrákja van. A traumatizáló események hatására Amy nehéz időszakon megy át és ihletet gyűjt második albumának, a Back to Blacknek a megírásához, amely világsikert arat.
Blake és Amy nem sokkal a Back to Black megjelenése után kibékülnek. Mitch legnagyobb bánatára Miamiba utaznak, ahol összeházasodnak. Nem sokkal később Blake-ket letartóztatják, mert bántalmazott egy kocsmárost, és az igazságszolgáltatás megzavarásáért kétéves börtönbüntetésre ítélik. Mielőtt kiengedik, és mivel Amy időközben drogfüggővé vált, Blake elmondja neki, hogy tanácsadáson vett részt, és arra kéri a lányt, hogy váljanak el, mivel új életet akar kezdeni.
Különféle eszméletvesztések után Amy beleegyezik, hogy bejelentkezzen egy rehabilitációs központba; később öt Grammy-díjat nyer. Új, Camden Square-i otthonában Amy immár felhagyott a droghasználattal, és megpróbálja leküzdeni alkoholfüggőségét. Mitch látogatása után paparazzók jelennek meg a kapuja előtt, és elárulják, hogy Blake-nek új barátnője van, és nemrég született meg a gyermeke. A könnyekkel küszködő Amy elénekli magának a Tears Dry on Their Own című dalt, és felsétál a hálószobájába.
A fekete képernyőn egy felirat jelenik meg, amelyből kiderül, hogy Amy ismét az alkoholizmusba menekült, ami 2011. július 23-án, 27 éves korában, alkoholmérgezésben bekövetkezett halálával végződött.

## Szereplők
- Marisa Abela, mint Amy Winehouse
- Jack O’Connell, mint Blake Fielder-Civil
- Eddie Marsan, mint Mitch Winehouse
- Lesley Manville, mint Cynthia Winehouse
- Juliet Cowan, mint Janis Winehouse
- Sam Buchanan, mint Shymansky
- Pete Lee-Wilson, mint Perfume Pete
- Thelma Ruby, mint Great Auntie Renee
- Matilda Thorpe, mint Auntie Melody
- Ryan O’Doherty, mint Chris Taylor
- Spike Fearn, mint Tyler James
- Harley Bird, mint Juliette Ashby
- Francesca Henry, mint Chantelle Dusette
- Liv Longbourne, mint Catriona Gourlay
- Bronson Webb, mint Joey the dealer
- Ansu Kabia, mint Raye Cosbert
- Miltos Yerolemou, mint Jimmy

## Gyártás

### Kidolgozás
Winehouse 2011-ben bekövetkezett halála után a filmkészítők különböző projektekkel próbálkoztak egy nagyjátékfilmes életrajzi film megalkotásával, többek között 2015-ben Noomi Rapace főszereplésével, de egyik sem valósult meg. 2018 októberében jelentették be, hogy Winehouse örökösei szerződést kötöttek egy életrajzi film elkészítésére az életéről és karrierjéről. 2022 júliusában a Deadline Hollywood arról számolt be, hogy a StudioCanal előrelépést tett a Back to Black című játékfilmmel. Sam Taylor-Johnson rendezte a filmet Matt Greenhalgh forgatókönyvéből. Producerként Alison Owen, Debra Hayward és Nicky Kentish-Barnes dolgoztak.

### Casting
2023 januárjában arról számoltak be, hogy Winehouse szerepét Marisa Abela játssza majd, és Jack O’Connell, Eddie Marsan és Lesley Manville is szerepet kaptak. O’Connell alakítja Blake Fielder-Civilt, Amy férjét 2007 és 2009 között. Marsan és Manville alakítják Amy apját és nagymamáját, Mitch Winehouse-t és Cynthia Winehouse-t. Juliet Cowan alakítja Amy édesanyját, Janis Winehouse-t. Nina Gold volt a casting vezetője.

### Forgatás
A forgatás 2023 januárja és áprilisa között zajlott Londonban, az operatőr Polly Morgan volt. A jeleneteket a Camden Town-i Ronnie Scott’s Jazz Clubban, Winehouse első lakása előtt és Primrose Hillben forgatták. Februárban a chiswicki Metropolis stúdióban forgattak jeleneteket. Március 13-tól március 18-ig a forgatás Fitzroviába települt át, hogy a Fitzroy Square-en forgassanak jeleneteket. A következő héten Abela és O’Connell a londoni állatkertben forgatott.

### Zene
A Back to Blackben Winehouse számos, a Universal Music Group és a Sony Music Publishing által kiadott dala hallható, és a filmben végig Abela énekel. A film zenéjét Nick Cave és Warren Ellis szerezte, míg a zenei produceri feladatokat Giles Martin látta el.
2024 márciusában bejelentették, hogy a filmzene Winehouse eredeti felvételeiből, valamint olyan zenei inspirációitól származó zeneszámokból fog állni, mint Dinah Washington, Minnie Riperton és a The Shangri-Las. Az ő hangjuk is felcsendül a filmben. Nick Cave új dala, a Song for Amy is helyet kapott a lemezen.

## Bemutató
Az eredeti tervek szerint a StudioCanal 2024. április 18-án mutatta volna be Ausztráliában, de a film ottani bemutatóját egy héttel előrehozták, április 11-re. A filmet a StudioCanal UK és a Kino Swiat az Egyesült Királyságban és Lengyelországban 2024. április 12-én, Németországban és Hollandiában április 18-án, Franciaországban és Új-Zélandon pedig a következő héten mutatták be.
A Focus Features 20 millió dollárért megvásárolta az amerikai és néhány nemzetközi forgalmazási jogot, ami a Deadline Hollywood szerint korlátozta a film marketingjét. Az anyavállalat Universal Pictures kezelte a nemzetközi forgalmazás egy részét, kivéve azokat a területeket, ahol a StudioCanal vagy annak leányvállalatai rendelkeznek a film jogaival. A Focus Features eredetileg 2024. május 10-re tervezte a film amerikai bemutatóját, de ezt a dátumot aztán egy héttel későbbre tették át.

## Fogadtatás

### Bevétel
2024. június 4-ig a Back to Black az Egyesült Államokban és Kanadában 6,1 millió dollárt, más országokban 42,4 millió dollárt, így világszerte összesen 48,5 millió dollárt hozott.
A Back to Black 2,77 millió font (3,4 millió dollár) bevétellel debütált az első helyen az Egyesült Királyságban és Írországban, megelőzve a Polgárháború című filmet.
Az Egyesült Államokban és Kanadában a Back to Black a Képzeletbeli barátok és a Hívatlanok – Első fejezet című filmekkel egyidőben került a mozikba, és a nyitóhétvégére 4-6 millió dolláros bevételt jósoltak neki. A film az első napon 1,2 millió dollárt hozott (375 ezer dollárt a csütörtök esti premierekből), és 2,9 millió dollárral debütált, így az ötödik helyen végzett.

### A kritikusok értékelései
A Rotten Tomatoes kritika-gyűjtő weboldalon a 164 kritika 34%-a pozitív, átlagosan 10/4,8-as értékelést kapott. A weboldalon a konszenzus így hangzik: „A Back to Black szimpatikus megközelítése az áldozat történetének, ami már régóta szükségszerű a bulvársajtó által gyakran alkalmazott bánásmód miatt, amit életében gyakran kapott, még ha a végeredmény kiábrándítóan szerény is”. A súlyozott átlagot használó Metacritic 44 kritikus alapján 100-ból 44 pontot adott a filmnek, ami „vegyes vagy átlagos” értékelést jelez. A CinemaScore által megszavaztatott közönség átlagosan „B+” osztályzatot adott a filmnek egy A+-tól F-ig terjedő skálán.
Owen Gleiberman, a Variety munkatársa úgy találta, hogy „Sam Taylor-Johnson drámája a jazz-, és rocksztár találkozásáról hiteles bájjal bír, még akkor is, ha diszfunkcionális-függő szerelmi története távol tart minket”. Nick Levine az NME-től szintén négyesre értékelte a Back to Blacket, mondván: „Ezt a filmet mindig is azzal vádolták volna, hogy kizsákmányoló – tekintettel arra, ahogy Winehouse-t életében kritizálták –, de az ócsárolóknak nem kellett volna aggódniuk. Taylor-Johnson filmje (különösen a befejezés) lenyűgözően ügyes és tapintatos”. Kyle Smith a The Wall Street Journaltól azt írta: „A film részletes, élénk, magával ragadó – és szükségszerűen tele van fájdalommal. Az alakítások elsőrangúak, élükön Abela kisasszonnyal, aki Winehouse izmos soul vokáljának elképesztő újraalkotásával énekel.”
Hamish Macbain, az Evening Standard kritikusan nyilatkozott a filmről: „Különösen az utolsó jelenet, annak teljesen és egyáltalán nem megalapozott, szenzációhajhász következményeivel, valósággal megdöbbentett”. Charlotte O’Sullivan, a The Independent munkatársa ötből kettőt adott a filmnek, mondván: „Annak ellenére, hogy Marisa Abela és Jack O’Connell erős alakítást nyújtanak a néhai ikon és egykori férje, Blake Fielder-Civil szerepében, Sam Taylor-Johnson ellentmondásos filmje óvatosan kerülgeti az ítélkezést azok felett, akik nem tartoznak a paparazzók közé – Blake és Amy apja, Mitch megússzák büntetlenül”. Vikram Murthi az IndieWire-nek írva a következőket állapította meg: „A Back to Black mögött rejlő érezhető őszinteség szinte még szembetűnőbbé teszi a számtalan gyengeségét. A film minden résztvevője szeretettel és tisztelettel közelít a néhai előadóhoz, de ízléstelen ösztönei és félresiklott felelősségtudata csalódást okoz az emlékének. Az, hogy nem hajlandó belevágni a függőség vagy a popsztárság csúnya valóságába, egy megmentésre szoruló, elveszett lány homályos portréját hozza létre”.

## Fordítás
Ez a szócikk részben vagy egészben  a   Back to Black (film) című angol Wikipédia-szócikk fordításán alapul.  Az eredeti cikk szerkesztőit annak laptörténete sorolja fel. Ez a jelzés csupán a megfogalmazás eredetét és a szerzői jogokat jelzi, nem szolgál a cikkben szereplő információk forrásmegjelöléseként.